# Ramiro Domínguez
Ramiro Domínguez (Villarrica, Paraguay, 14 de abril de 1930 - Asunción, 31 de enero de 2018) fue un docente, escritor, abogado, dramaturgo, ensayista, sociólogo, poeta y antropólogo paraguayo. Miembro de la generación de 1950, es uno de los mejores poetas paraguayos de los últimos años. Graduado en Derecho y Ciencias Sociales de la Universidad Nacional de Asunción. Miembro Fundador del Centro de Estudios Antropológicos. Docente universitario de la Universidad Católica de Asunción y en la Universidad Nacional de Asunción. Miembro actual del Consejo Asesor de Reforma Educativa y Coordinador de la Comisión Nacional de Bilingüismo. Ganador del Premio Nacional de Literatura en 2009.

## Primeros años y educación
Nació en Villarrica, Guairá el 14 de abril de 1930 hijo del médico Enrique Domínguez Quinodoz y de Sofía Codas Papalucas; nieto del primer intendente de su ciudad Cosme Codas. Realizó sus estudios primarios en su ciudad natal y los secundarios en el colegio San José de Asunción. Se graduó de abogado en la facultad de derecho de la Universidad Nacional de Asunción. 
Ejerció varios años la docencia en la Universidad Nacional. Posteriormente ocupó el cargo de decano de la Universidad Católica de Villarrica y al trasladarse a Asunción fue nombrado decano de la Facultad de Filosofía. 
Fundó y dirigió por varios años el colegio Gimnasio Paulino de Villarrica. Es miembro de la Academia Universitaria, del Instituto Paraguayo de Letras, del Grupo de Arte Nuevo, del Instituto de Numismática y Antigüedades. Nombrado por el Ministerio de Educación miembro del consejo de reforma educativa. Ha participado de numerosas ferias internacionales del libro como integrante de la delegación paraguaya.

## Obras
- Zumos.
- Salmos a desahora.
- Las cuatro fases del Luisón.
- Antología.
- Caña Amarga.
- Los casos de Perurimá.
- Cantata Heroica a Pedro Juan Caballero.
- El Valle y la Loma.
- Itinerario Poético.
- Deslumbres.
- Mbói Jagua. (“Anaconda”)
- Comunicación en comunidades rurales[2]